# لشکرکشی فیلیپین (۴۵–۱۹۴۲)
لشکرکشی فیلیپین (فیلیپینی: Kampanya sa Pilipinas, Labanan sa Pilipinas & Liberasyon ng Pilipinas) یکی از لشکرکشی‌های جنگ اقیانوس آرام بود.

## بازماندگان ارتش ژاپن در فیلیپین
به دلیل انهدام ناوگان ترکیبی در نبرد خلیج لیته، نفرات ارتش ژاپن در جزیره لیته ۱۰۰٬۰۰۰ و جزیره لوزون ۲۵۰٬۰۰۰ به‌طور کامل ارتباط منابع غذایی شان با سپاه اصلی قطع شد و این تعداد نیرو در فیلیپین رها شده بر جا ماندند. پس از انهدام نیروهای اصلی در جنگ تا ژوئن ۱۹۴۵، نیروهای ژاپنی در حالی که در جنگل سرگردان بود فقط به جنگهای پراکنده ادامه دادند. بسیاری از آنها از گرسنگی یا در اثر بیماری‌های عفونی مانند مالاریا و بدتر شدن زخم‌های جنگ جان خود را از دست دادند. تعداد ژاپنی‌های کشته شده در عمل (از جمله کشته‌شدگان در جنگ) در جنگ فیلیپین از زمان حمله به فیلیپین بالاترین میزان در تمام جبهه‌هایی است که ژاپنی‌ها در جنگ اقیانوس آرام می‌جنگند. ارتش ژاپن که ارتباطش با تدارکات و منابع غذایی قطع شده بود، از گرسنگی رنج می‌برد و تخمین زده می‌شود که حدود ۸۰٪ از کشته‌شدگان جنگ ژاپن در فیلیپین از گرسنگی، بیماری یا خودکشی مرده باشند.

## تلفات
در نتیجه این نبرد، کل فیلیپین به یک میدان جنگ تبدیل شد و بیش از یک میلیون فیلیپینی را کشت. تعداد کشته شدگان ژاپنی‌ها در جنگ ۱۵ ساله (مدت این زمان در واقع کوتاه‌تر بود اما در بین مورخان ژاپنی رایج است که از اصطلاح جنگ ۱۵ ساله استفاده شود) از حادثه موکدن تا پایان جنگ اقیانوس آرام حدود ۳٫۱ میلیون نفر بود و جمعیت ژاپن در آن زمان حدود ۷۲ میلیون نفر بود، بنابراین حدود ۴ درصد ژاپنی‌ها جان خود را از دست دادند. جمعیت فیلیپین در آن زمان حدود ۱۶ میلیون نفر بود که از این تعداد بیش از ۱ میلیون نفر فوت کردند و این نسبت حدود ۷ درصد بود که تقریباً دو برابر نسبت جمعیت ژاپن است. علاوه بر این، شهرهای بزرگی مانند مانیل تخریب و به ویرانه تبدیل شد.